# Biblioteca Lavisse
La biblioteca Lavisse es una biblioteca de Historia ubicada en la Sorbona. Fue creada por el historiador Ernest Lavisse al finalizar el siglo XIX.

## Origen e historia
El origen de la biblioteca Lavisse fue citado por Jean Bonnerot en La Sorbona: Ernest Lavisse, historiador francés y profesor en la Sorbona a partir de 1888, funda en 1895 una biblioteca especialmente destinada a los estudiantes que preparan el examen de la agregación, y enriquecida en particular por la donación de Jules-Gustave Flammermont (1852-1899), profesor de historia en la facultad de Lille que legó, según la misma obra de Jean Bonnerot, toda su fortuna para crear una caja de préstamos a favor de los estudiantes de historia moderna. A esta donación se unieron varios donativos de Élie Halévy, Théodore Reinach y Ernest Lavisse para crear la biblioteca denominada inicialmente biblioteca Albert Dumont, nombre de un cercano colaborador de Ernest Lavisse y reformador de la universidad francesa. Lleva el nombre de su fundador en 1925, tres años después de la muerte de este.
Las colecciones de la biblioteca Lavisse han sido enriquecidas a lo largo del tiempo con la adquisición de obras relacionadas con los programas sucesivos de la agregación de historia, desde la separación de ésta de la agregación de geografía en 1943. Cuentan hoy con más de 50 000 volúmenes especializados en historia.

## Estatus y funciones

### Estatus administrativo
La biblioteca Lavisse forma parte de la red de 17 bibliotecas de la UFR de historia de la universidad París 1. Acoge a los estudiantes de las universidades París 1, Paris IV - La Sorbona y París 7 y que preparan la agregación de historia, la agregación de geografía o el CAPES de historia-geografía.

### Funciones y servicios
La biblioteca Lavisse tiene como primera función la acogida de los estudiantes que preparan las pruebas orales y escritas de los exámenes. Su sala de lectura cuenta para ello con 40 lugares de trabajo. Una parte de sus colecciones actuales está disponible en libre acceso para sus lectores.